# Jean-Baptiste Isnard
Jean-Baptiste Isnard, neveu du célèbre Jean-Esprit et frère aîné de Joseph, tous trois facteurs d'orgues, est né à Bédarrides le 24 juin 1726 et mort à Orléans le 18 août 1800.
Contrairement à son frère Joseph, on ne lui connaît pas d'autre formateur que son oncle Jean-Esprit qu'il seconde dès 1745, à 19 ans, et probablement avant. Obéissant à la tradition selon laquelle on ne se fait pas concurrence au sein d'une même famille, comme Adrien Lépine un peu après lui, il quitte le Vaucluse en 1745, âgé de 28 ans, et s'arrête au Puy-en-Velay où il restaure à la cathédrale Notre-Dame l'orgue construit en 1691 par Jean Eustache.
Il s'installe ensuite à Blois en 1756 et s'y marie en 1762. De là il rayonne dans toute la région :
- 1756 : réparations à la collégiale Saint-Aignan d'Orléans
- 1757 à 1760 : construction pour l'abbaye Saint-Laumer de Blois, de nos jours église saint-Nicolas, (disparu)
- 1766 : restauration à N.D. de Saint-Calais (Histoire des orgues de Saint-Calais)
- 1774 : réparations à la cathédrale Sainte-Croix d'Orléans (disparu)
- 1776 : retour à la cathédrale Notre-Dame-de-l'Annonciation du Puy-en-Velay pour une reconstruction cette fois
- 1777 : travaux à l'abbaye Notre-Dame de Bourg-Moyen à Blois

En 1777 il se fixe définitivement à Orléans où il habite et travaille rue d'Illiers. Il construit alors, en deux étapes, son seul chef-d'œuvre parvenu jusqu'à nous, l'orgue de la paroisse Saint-Salomon de Pithiviers: de 1782 à 1784 il fournit un orgue de huit pieds doté d'un seul clavier et de quinze jeux, puis de 1786 à 1789, il l'agrandit en étendant latéralement le grand corps en seize pieds et en ajoutant un positif de dos de 11 jeux, l'orgue passant à 4 claviers et pédale et totalisant 43 jeux.

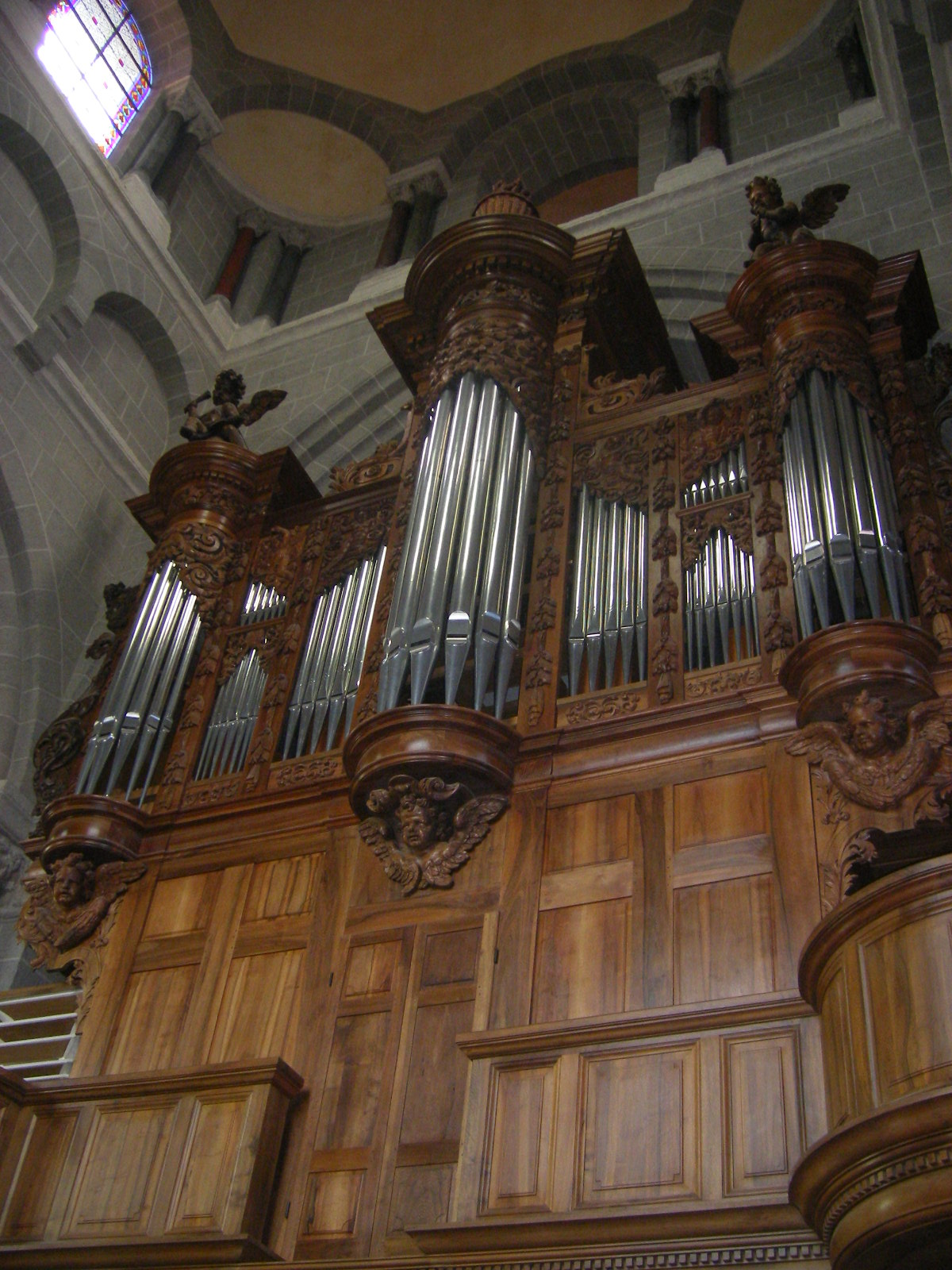
Cathédrale Notre-Dame-de-l'Annonciation du Puy-en-Velay
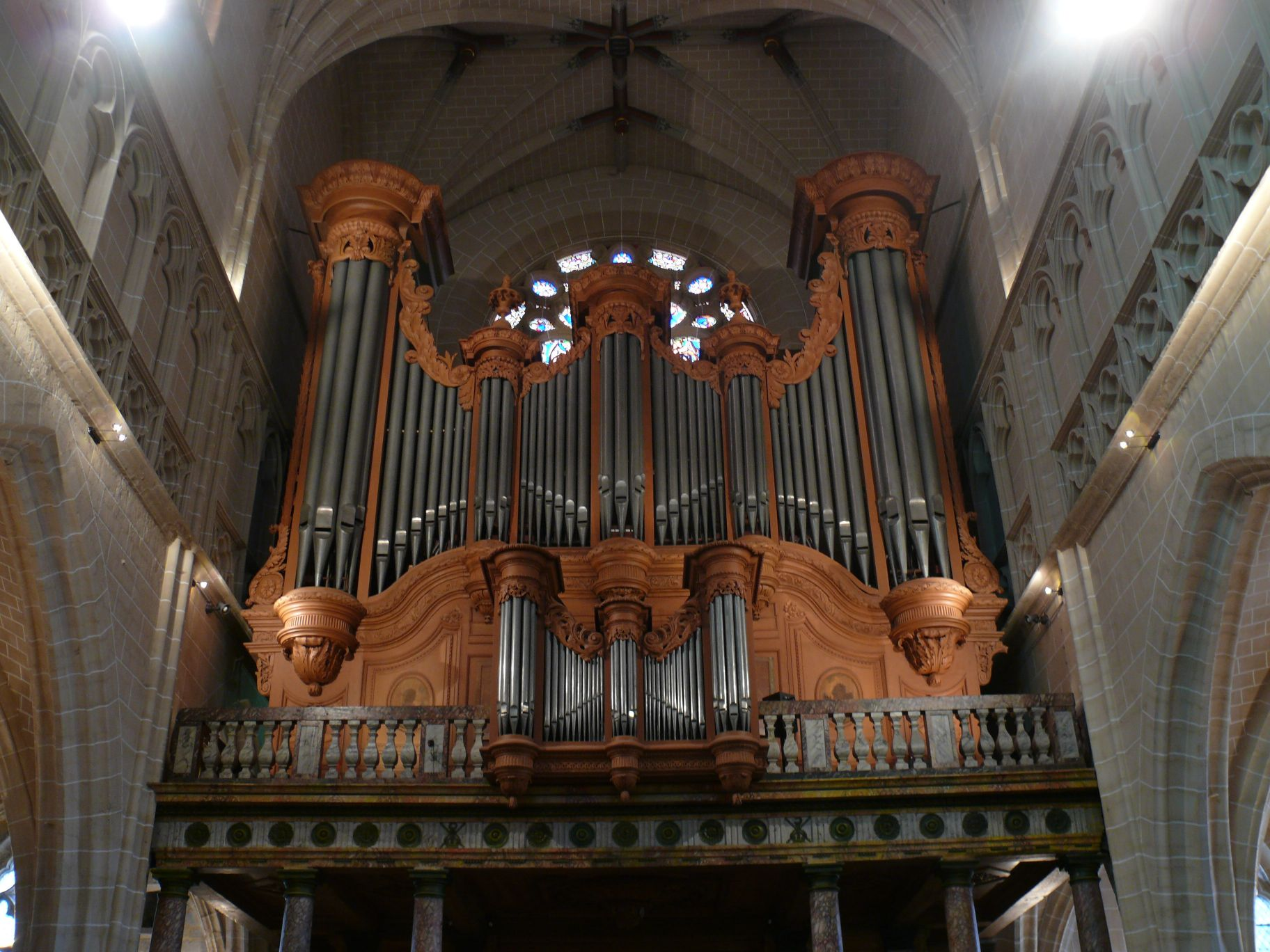
Église Saint-Salomon-et-Saint-Grégoire de Pithiviers

## Sources
- Les Isnard : une révolution dans la facture d'orgues, Jean-Robert Caïn, Robert Martin, Jean-Michel Sanchez, Ed. EDISUD 1991  (ISBN 978-2-85744-337-7)